# Philodicus fuscipes
Philodicus fuscipes är en tvåvingeart som beskrevs av Ricardo 1921. Philodicus fuscipes ingår i släktet Philodicus och familjen rovflugor.
Artens utbredningsområde är Thailand. Inga underarter finns listade i Catalogue of Life.